# 790

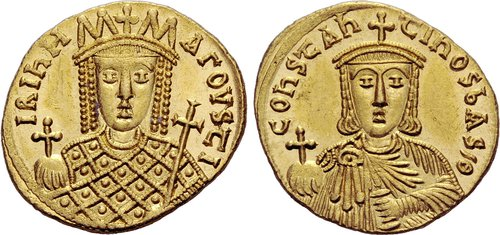
Solidus met Irene en keizer Constantijn VI

Het jaar 790 is het 90e jaar in de 8e eeuw volgens de christelijke jaartelling.

## Gebeurtenissen

### Byzantijnse Rijk
- Keizer Constantijn VI weet met steun van Byzantijnse troepen in Anatolië (huidige Turkije) de troon te heroveren. Hij zet zijn moeder Irene af, als medekeizerin en regentes van het Byzantijnse Rijk. Constantijn neemt zelf de macht in handen en verbant Irene onder strenge bewaking naar het keizerlijke paleis in Constantinopel.

### Brittannië
- Koning Æthelred I keert terug naar Northumbria en bestijgt de troon na een verbanning van 11 jaar. Hij tracht tevergeefs zijn voorganger Eardwulf te vermoorden die weet te ontsnappen aan zijn handlangers. Daarna laat Æthelred uit wraak zijn zonen Ælf en Ælfwine vermoorden. (waarschijnlijke datum)
- Koning Offa van Mercia verbreekt na een geschil de diplomatieke betrekkingen met het Frankische Rijk. De handel over het Engelse Kanaal komt jaren tot stilstand.

### Europa
- Alcuinus, Angelsaksische missionaris en geleerde, keert na 8 jaar aan het hof van koning Karel de Grote naar Engeland terug. Tijdens zijn verblijf in de Frankische hoofdstad Aken sticht hij de school van de Akense koningspalts en verbreidt de Latijnse cultuur onder de Franken. Alcuinus staat tevens aan de bakermat van het scholastieke onderwijs.
- Willem met de Hoorn, een neef en paladijn van Karel de Grote, wordt benoemd tot eerste graaf van Toulouse. Tevens wordt hij aangesteld als voogd over zijn minderjarige zoon Lodewijk de Vrome, koning van Aquitanië.
- De Zweedse handelsstad Birka wordt door de Vikingen gesticht. Volgens bronnen wordt er handel gedreven in Arabisch zilver en parels uit Oost-Europa.

Wetenschap
- De taalkundige Sibawayh publiceert in Shiraz zijn geschrift 'Kit?b' ("het boek"), dat de eerste basis vormt voor de Arabische grammatica.

### Religie
- Angilbert, een Frankische diplomaat (primicerius palatii) van Karel de Grote, wordt benoemd tot lekenabt. Hij geeft opdracht tot de bouw van de abdij van Saint-Riquier (huidige Hauts-de-France).

## Geboren
- Cobbo de Oudere, Saksisch graaf (waarschijnlijke datum)
- Leo IV, paus van de Katholieke Kerk (overleden 855)
- Ramiro I, koning van Asturië (overleden 850)
- Rorico, Frankisch graaf (waarschijnlijke datum)